# Kim Hee-jin
Kim Hee-jin (Busan, 29 de abril de 1991) es una jugadora de voleibol interior miembro de la Selección femenina de voleibol de Corea del Sur desde 2009. Kim tiene la capacidad de jugar cualquier posición de atacante, sus posiciones son Central, Opuesta y Punta.

## Biografía

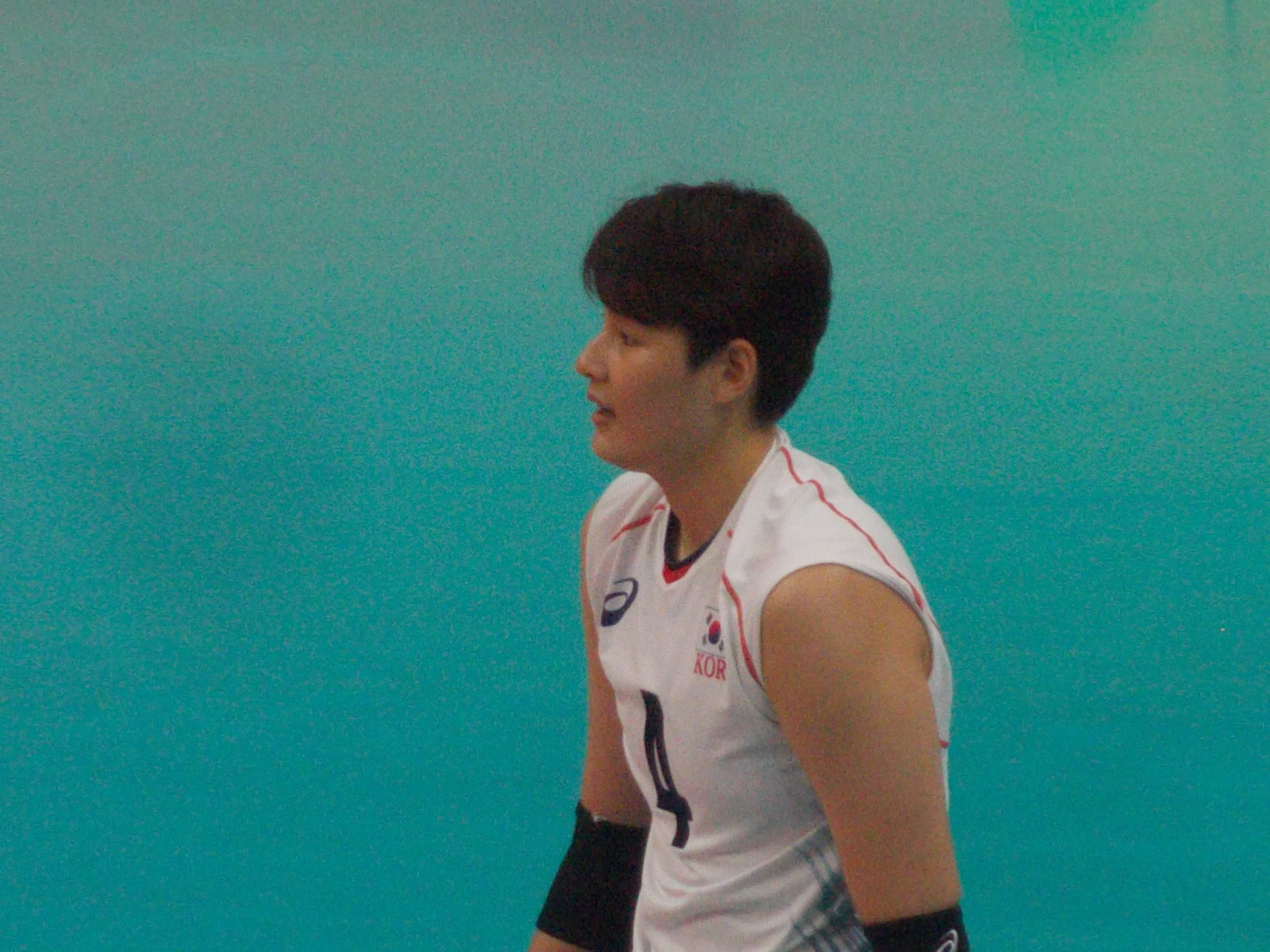
Juegos Olímpicos de Río de Janeiro 2016.

Jugó en el club Hwaseong IBK Altos desde la temporada inaugural del equipo, 2010-2011. Fue seleccionada con la primera selección general en el draft NH-Nonghyup V-League 2010-2011. Ella ayudó a su equipo al título de la liga y el título del campeonato durante la temporada 2012-2013. En la temporada 2013-2014, Kim y su equipo lograron su segundo título consecutivo de la liga, pero perdieron ante el equipo GS Caltex Seoul KIXX en la ronda del campeonato. En la temporada 2014-2015, su equipo terminó segundo en la clasificación de la liga, pero derrotó a Seongnam Korea Expressway Corporation en la ronda del campeonato para reclamó el segundo título de campeón de Altos en tres años. Kim Hee-jin jugó un papel crucial durante la ronda del campeonato junto a la Americana Destinee Hooker.
El 13 de abril de 2015, Kim Hee-jin fue seleccionada para el equipo nacional de voleibol femenino de la República de Corea junto con sus compañeras miembros de IBK Altos Park Jeong-ah, Chae Seona, Nam Jiyeon y Kim Yoori.